# Norbert Paprotny
Norbert Jan Paprotny (ur. 6 maja 1928 w Pawłowie (obecnie część Zabrza), zm. 2 lipca 2018 w Szwajcarii) – polski  malarz.
Po ukończeniu szkoły podstawowej w czasie okupacji Niemcy uniemożliwili mu kształcenie się z powodu udziału ojca w powstaniach śląskich. Maturę zdał w 1952 w Katowicach. Studia artystyczne rozpoczął w 1953 r. na Akademii Sztuk Pięknych w Krakowie w pracowniach malarstwa profesorów Radnickiego, Łakomskiego i Taranczewskiego. Dyplom uzyskał w 1959. Członek Związku Polskich Artystów Plastyków od 1960 roku. Uprawiał malarstwo sztalugowe i malarstwo architektoniczne.
Brał udział, między innymi, w następujących wystawach:
- 1961 – Wystawa Plastyki Ziem Nadodrzańskich – Wrocław;
- 1961 – Wystawa Malarstwa w XV-lecie PRL – Warszawa;
- 1961 – Wystawa Okręgowa – Katowice;
- 1961 – Wystawa XV-lecia Oddziału Gliwickiego – Gliwice;
- 1962 – I Festiwal Polskiego Malarstwa Współczesnego – Szczecin;
- 1962 – Wystawa Okręgowa – Katowice;
- 1962 – Międzynarodowa Wystawa Malarstwa – Monte Carlo (Specjalne wyróżnienie Jury);
- 1962 – Wystawy indywidualne – Gliwice – Katowice – Bielsko;
- 1963 – Wystawa Plastyki Ziem Nadodrzańskich;
- 1964 – Wystawa Plastyków Zabrzańskich – Zabrze;
- 1965 – Wystawa Oddziału Gliwickiego – Gliwice – Zabrze;
- 1965 – XX lat PRL w Twórczości Plastycznej – Katowice;
- 1965 – Ogólnopolska Wystawa XX lat PRL w Twórczości Plastycznej – Warszawa;
- 1965 – Ogólnopolska Wystawa Malarstwa i Grafiki – Bielsko-Biała.

W latach 1959—1971 realizował malarstwo ścienne i malarstwo na płytach ceramicznych oraz mozaiki w ponad dwudziestu kościołach i budynkach publicznych na Śląsku i województwie kieleckim.
W lutym 1972 roku opuścił Zabrze i osiedlił się w Szwajcarii. W 1979 roku otworzył własną szkołę artystyczną w Zurychu i prowadził ją do wieku emerytalnego w 1993 roku.
Zajmował się malarstwem sztalugowym i wystawiał swoje prace w następujących miejscach:
- 1976 – Galeria Klubschule Migros Zurych;
- 1977 – Wystawa sztuki Zurych-Land Thalwil ZH;
- 1977 – Scena sztuki w Zurychu, Zurych;
- 1978 – Galeria Les Muguets Versoix GE;
- 1980 – Zamek Mainz, Niemcy;
- 1984 – Galeria Im Hof Rüschlikon ZH;
- 1989 – Galeria NatWest Bank, Zurych;
- 1990 – Salon Volvo, Sirnach TG;
- 1992 – Salon Atchletic 46, Zurych;
- 1994 – Piwnica u Inez J. i F. Naglickich, Baden AG;
- 1996 – Centrum St. Antonius, Wallisellen ZH;
- 2000 – Galeria Szkoła Wyższa Wädenswil ZH;
- 2000 – Muzeum Polskie w Zamku Rapperswil SG;
- 2001 – Borondon Fine Art Galerie, Adliswil ZH;
- 2001 – Salon Volvo, Kloten.

W latach 2003—2004  wystawiał swoje malarstwo w Muzeum Miejskim w Zabrzu, w Muzeum Niepodległości w Warszawie,  w Muzeum Archidiecezjalnym w Katowicach oraz w Dworze w Woli Zręczyckiej. W 2003 roku otrzymał Nagrodę Prezydenta Miasta Zabrze w dziedzinie kultury.
Prace znajdują się m.in. w zbiorach Muzeum Miejskim w Zabrzu i w Muzeum w Gliwicach oraz w zbiorach prywatnych w Szwajcarii, Grecji, USA, Francji i w innych krajach.